# Hypatia z Alexandrie

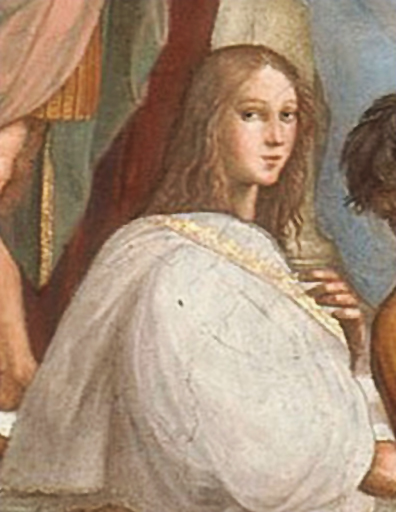
Postava z fresky Athénská škola Raffaela Santiho často pokládaná za malířovu představu Hypatie z Alexandrie; v tom případě by Hypatia byla jedinou zde zobrazenou ženou, později nicméně přetvořenou v mladého muže

Hypatia z Alexandrie  (řecky ‛Υπατία – Hypatiá, v češtině též Hypatie; mezi lety 350/370 – březen 415, příp. 416) byla pohanská platonská či spíše novoplatonská filosofka a první historicky známá matematička. Žila v závěru řecko-římské doby v egyptské Alexandrii, a je „považovaná za jednu z hlavních postav pohanské filosofie a víry v té době.“ Svými současníky byla pokládána za charismatickou učitelku a významnou učenkyni se značným rozsahem odbornosti. Současně požívala ve městě všeobecné obliby a úcty. Její působení bylo dokladem životaschopnosti pozdně antické tradice jako intelektuální a do jisté míry i náboženské alternativy k tehdy už dominujícímu křesťanství. Přestože na rozdíl od jiných novoplatoniků nezaujímala protikřesťanskou pozici a velmi pravděpodobně sama stejně jako její křesťanští žáci zastávala přesvědčení o kompatibilitě své nauky s křesťanstvím, představitelé církve její působení ve „městě tak důležitém a bouřlivém, jako je Alexandrie,“ pokládali za nebezpečné a snad i za největší překážku úplného pokřesťanštění jeho obyvatel.
Byla, podle některých zdrojů přičiněním patriarchy Kyrilla, brutálně zavražděna davem v období vyhrocených náboženských sporů; proto někdy bývá označována jako „pohanská mučednice“ a poslední představitelka helénismu. Ačkoli je možné, že její smrt byla více důsledkem otevřeného mocenského konfliktu a osobní nevraživosti mezi dvěma alexandrijskými frakcemi než čistě náboženského antagonismu pohanů a křesťanů a snahy omezit pohanský intelektuální vliv. Dle některých autorů pozdější křesťanská tradice z Hypatie umučené zfanatizovanými křesťany vytvořila legendární postavu svaté mučednice Kateřiny popravené údajně pohanským císařem pro své křesťanské vyznání. Tato hypotéza ovšem není obecně přijímána.
Ačkoli se z Hypatiina vědeckého díla nic nezachovalo, v dobových souvislostech vedl její osud ke vzniku až do současnosti tradovaného literárního mýtu, v němž se stala emblematickou postavou v „zápase mezi duchem kritičnosti a duchem dogmatismu“ – symbolem „tragických důsledků fanatismu“. Počínaje 18. stoletím se (zejména v deistických a osvícenských kruzích) v tomto smyslu opakovaně objevuje jako předmět interpretací autorů novověké a moderní literatury, kteří si o ní mnohdy vytvářejí svůj vlastní a skutečnosti ne zcela odpovídající obraz. Často je její osud chápán jako argument pro kritiku církve a křesťanství vůbec; bývá v něm spatřován projev jejich údajné nesnášenlivosti a anti-vědeckého postoje. Ve feministické literatuře je Hypatia uváděna jako příklad emancipace ženství a oběť misogynie svých nepřátel.

## Život
Hypatia byla dcerou matematika Theóna, posledního známého člena a možná i představeného alexandrijské akademie. Rok jejího narození není znám, připadá do období mezi lety 350/370, přesněji snad kolem roku 355 nebo 360. Někteří autoři spekulativně považují dřívější datum v rámci uvedeného rozmezí za pravděpodobnější, např. už jen s ohledem na relativně přesně doložený rok narození Hypatiina nejznámějšího žáka Synesia, přičemž jen to, že byla starší, by podle jejich názoru mohlo vysvětlovat míru respektu a obdivu, kterou jí prokazoval. Podrobnosti o jejím životě nejsou známé a nedostatek spolehlivých údajů v některých ohledech způsobuje, že informace mají legendární nádech; hlavním důvodem, pro nějž se pozdější kronikáři Hypatiině osobnosti věnovali, totiž nebyl ani tak její život, ale její tragická a i na svou dobu mimořádně brutální smrt z rukou křesťanů a snaha tuto událost nějakým způsobem vysvětlit. S ohledem na to, že naprostá většina dobových historiků byli křesťané, je možné, že se o jejím osudu prostě styděli psát, jak naznačuje např. Sókratés Scholastikos. I tak je však zřejmé, že na ženu své doby vedla přinejmenším neobvyklý život. V převážně mužské společnosti byla předmětem pozornosti (ať už obdivu, nebo averze) pro svou nezávislost, praktičnost, sebeovládání a areté v nejširším smyslu slova, politické souvislosti nevyjímaje. V řadě ohledů mohl být Hypatiin zvolený způsob života zahrnující kromě jiného i u ženy neočekávané veřejné působení z hlediska soudobých zvyklostí pokládán za provokativní až skandální.
Hypatia se věnovala vědě a filosofii, což samo o sobě mohlo být pro ženu pokládáno za nepatřičné – byla ostatně „téměř jedinou ženou v dějinách antické filosofie.“ Vedle toho se nikdy neprovdala, údajně sama řídila svůj vůz a namísto ženských šatů se oblékala do roucha učenců (tj. mužů), jimž byla ve všech ohledech rovnocennou partnerkou. Byla také pověstná svým ctnostným životem – podle pozdějšího literárního podání ovlivněného už Hypatiiným standardizovaným literárním obrazem údajně jako žena mimořádné krásy striktně odmítala jakýkoli intimnější kontakt s muži. Jednoho horlivého ctitele z řad svých studentů měla odradit tak, že mu ukázala svou použitou látku určenou k zachycování menstruační krve se slovy, že takto odpudivá je pravá přirozenost toho, po čem touží a co považuje za krásné, tj. pochvy. Dokonce i v manželství s Ísidórem, které jí (prostřednictvím pozdější interpolace a zcela jistě nesprávně) přisuzuje byzantská středověká encyklopedie Súda, měla zůstat pannou. Tomuto tvrzení ovšem není třeba nutně rozumět přesně doslovně ve smyslu sexuální abstinence (ačkoli je to docela dobře možné), ale především jako odkazu na životní praxi založenou na vědomém úsilí o dosažení poznání v (novo)platonském smyslu a na potřebě nebýt odváděna od vědecké a filosofické činnosti běžnými lidskými starostmi. Ve shodě s tím Synesios o Hypatii hovoří způsobem, který v novoplatonském kontextu příslušel jen osobám vyznačujícím se výraznou osobní „svatosti“, veškerou moudrostí a duchovní autoritou.

### Působení

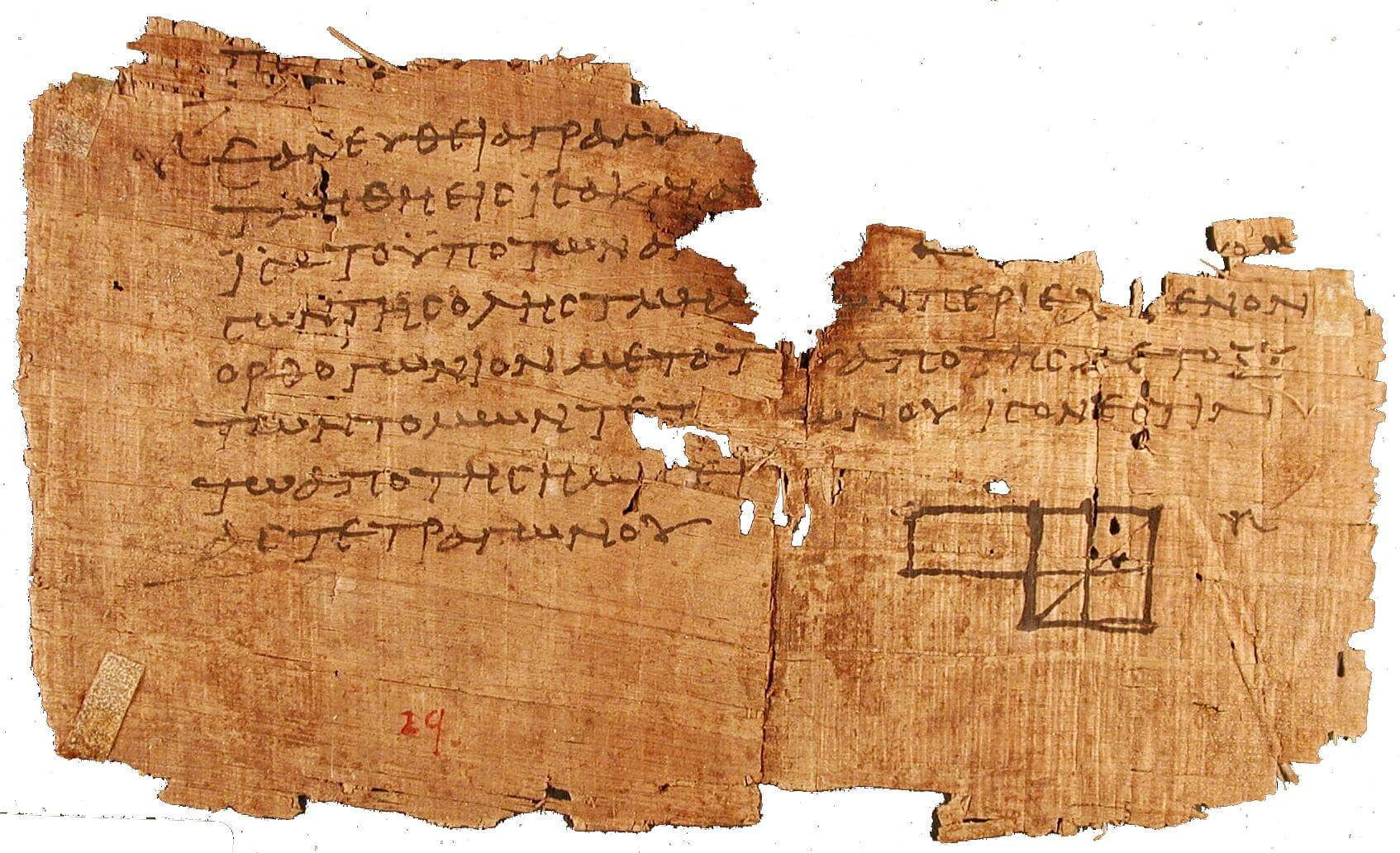
Fragment textu Eukleidových Základů z přelomu 1. a 2. století z Oxyrhynchu; Hypatia se podílela na Theónových komentářích k významným vědeckým spisům, míra jejího přispění je ovšem nezjistitelná

Otec byl Hypatiiným učitelem v matematice a astronomii a je možné, že ji záměrně připravoval na roli své pokračovatelky. Není ale nic známo o tom, kdy a u koho Hypatia získala vzdělání ve filosofii. Později se stala Theónovou spolupracovnicí; podle některých názorů byla mnohem talentovanější než on, což ovšem může být už součástí chtěného účinku legendy, která se kolem Hypatie vytvořila. Na druhou stranu musely být její znalosti zejména astronomie značné. Zcela jistě se podílela na vydání Theónova komentáře k Ptolemaiovu Almagestu a nejspíše i na jeho uspořádání Eukleidových Základů. Nepochybně disponovala velkým nadáním pro vědu: jí samotné je připisováno autorství několika děl z oborů, v nichž byl činný její otec, a např. uměla zkonstruovat a snad i zdokonalila astroláb, pro jehož konstrukci ji Synesios žádal o radu, a přístroj blíže nejasného účelu označovaný jako hydroskop schopný měřit hustotu kapalin. S ohledem na nevelké dění v oblasti matematického bádání v pozdní antice ji lze po Theónově smrti (za předpokladu, že zemřel dříve než ona) považovat nejen za jeho pokračovatelku, ale i za vůdčí osobnost matematiky té doby vůbec.
Literární tradice o Hypatii nicméně uvádí, že jejím hlavním zájmem byla novoplatonská filosofie. To je do značné míry pravděpodobné: přízvisko Filosofka, které měl k jejímu jménu v komentáři k Almagestu připojit Theón (není ovšem zcela jisté, zda celá tato poznámka nepochází až od pozdějších recenzentů), sice v této době mohlo příslušet obecně každému „mysliteli“ či prostě vzdělanci, ale dostupné prameny jednoznačně uvádějí, že Hypatia byla vedle své vědecké erudice také filosofkou. Např. Synesios ji označil jako ženu, „která oprávněně dohlíží na taje filosofie“ a její současník Sókratés Scholastikos o Hypatii prohlásil, že „se stala nástupkyní školy Platóna a Plótína“ a že „daleko překonala všechny filosofy své doby“; není ovšem jasné, zda je třeba tomu rozumět tak, že podle Sókrata byla nejvyšší představitelkou novoplatonské školy.
Na druhou stranu je ale třeba uvést, že v soudobém pojetí byly matematika a astronomie, tedy exaktní vědy, jimž se Hypatia zcela jistě věnovala, úzce vázány na kontext (zejména platonské a aristotelské) filosofie, takže bádání v nich nebylo možné bez přiměřené erudice filosofické. Oba obory dokonce bylo možno pokládat za svým způsobem součást filosofie, protože matematika byla považována za základní nástroj pochopení skutečnosti a astronomie za božskou formu vědění. V tomto smyslu lze vznést pochybnosti o tom, do jaké míry Hypatia ve skutečnosti byla filosofkou. Jestliže totiž Súda uvádí, že poskytovala výklady Platóna a Aristotela stejně jako ostatních filosofů, může toto tvrzení vycházet ne z Hypatiina zájmu o jejich filosofie ve vlastním smyslu slova, ale prostě z faktu, že důležitou součástí jejich děl byla pojednání o problémech matematiky, astronomie a abstraktních forem poznání, jimž se Hypatia přirozeně musela věnovat jako matematička a astronomka. Zajímavou okolností v této souvislosti je, že mezi jejími uváděnými díly není žádné, které by bylo možné pokládat za filosofické. Její vědecké názory jistě musely mít také nějaký filosofický kontext, který byl současníky pokládán za pozoruhodný. O jeho podobě či dokonce míře originality ale není nic bezprostředně známo; jisté je pouze to, že Hypatii provázela pověst velké vědkyně a filosofky schopné předávat svým posluchačům vědění o božských věcech, přičemž věda a filosofie se v této její dovednosti podle literárního podání neoddělitelně snoubily. Pokud je žena, na níž byl sepsán pozdně antický epigram připisovaný zpravidla Palladovi, skutečně totožná s Hypatii, dcerou Theóna, jak badatelé někdy bez spolehlivých důkazů předpokládají, pak by to autor s básnickou licencí dokládal jejím umístěním do vyšších sfér symbolickým spojením s Pannou – znamením zvěrokruhu:
| „                        | Kdykoli tě vidím a (slyším) tvá slova, klaním se, neboť vidím nebeský dům panny. Tvé zájmy jsou v nebesích, ctihodná Hypatie; jsi samou krásou vědění, neposkvrněnou hvězdou moudré nauky. | “ |
| — Řecká antalogie. 9.400 | |   |

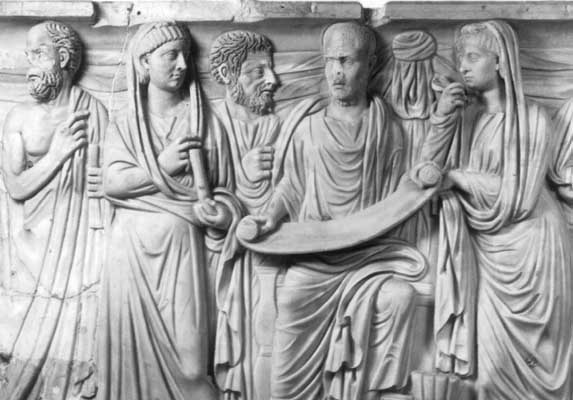
Plótinos a jeho žáci

Takové vyjádření docela dobře koresponduje s obrazem ženy – astronomky zachovávající panenství, která prostřednictvím astronomie a matematiky v platonském smyslu poukazuje k transcendentálnímu světu a odhaluje řád bytí, ne však nutně v pravém smyslu slova filosofky. Někteří badatelé jsou proto přesvědčeni, že Hypatia ve skutečnosti nebyla především filosofka, jak ji představuje tradice, ale matematička, a že zájmy filosofické byly tomuto jejímu hlavnímu zaměření podřízeny. Protože nemáme žádný přímý důkaz o jejím místě či významu v rámci tehdy existujících filosofických škol, mohla by to být teprve její tragická smrt, co vedlo k tomu, že jí literární tradice dodatečně přisoudila slávu jinak sotva odůvodnitelnou reálnými filosofickými úspěchy. Podobným směrem by mohla mířit i zmínka pocházející z Damaskiova spisu Život Ísidóra zachovaná u Fótia, podle níž Ísidóros vynikal v jejich údajném manželství nad Hypatií „nejen tak, jak muž vyniká nad ženou, ale také (nad ní) vynikal jako skutečný filosof nad pouhým geometrem.“ Tedy nejen že Ísidóros měl být větší filosof než ona, ale dokonce že Hypatia vůbec nebyla skutečná filosofka. Takový závěr se může zdát příliš radikální, protože je těžké uvěřit, že by za těchto okolností mohla získat tak velký věhlas, stejně jako Synesiův respekt projevovaný jí už za života. Ostatně když Synesios v jednom ze svých listů upozorňuje na úpadek kdysi slavných Athén a do protikladu k nim staví „Egypt, který obdržel a opatruje bohatství Hypatiiny moudrosti“, zcela zjevně hovoří o tamních filosofických školách. V každém případě se tak ale nabízí otázka, co vlastně bylo obsahem Hypatiiny nauky předávané studentům.
Novověcí autoři všech žánrů Hypatii často dávají do souvislosti se slavnou alexandrijskou akademií a tamní knihovnou, ovšem na rozdíl od jejího otce neexistuje žádný doklad toho, že by Hypatia sama v Músaiu přímo působila. Dostupné prameny naopak svorně tvrdí, že vyučovala ve svém domě a z historických souvislostí lze dovodit, že v této době už akademie ve své původní podobě ani neexistovala. Na konci 80. nebo začátku 90. let 4. století tedy nejspíše založila svou vlastní školu, ale její činnost neměla oficiální charakter. Podobných domácích kruhů soustředěných kolem učitelů nejspíše v tehdejší Alexandrii existovalo více, není ovšem jasné, jak fungovaly a zda mezi nimi existovaly nějaké užší vztahy. Hypatia pořádala jednak veřejné přednášky přístupné celé veřejnosti, jednak vyučovala v úzkém soukromém kruhu. Údajně se také, podobně jako svého času Sókratés v Athénách, procházela na veřejných místech a hovořila zde o filosofii s každým, kdo o to projevil zájem. O tom lze vznést vážné pochybnosti, nicméně i tak je jisté, že způsob jejího působení z Hypatie učinil veřejně známou osobu s vlivem na veřejné mínění ve městě; její přednášky navštěvovali i významní představitelé městské správy. „Pro svou upřímnost, která byla dána jejím vzděláním, byla ve spojení s hlavními představiteli svého města, protože ji všichni vysoce obdivovali a oceňovali“. Neznamená to nutně, že by vykonávala nějakou formální veřejnou funkci, ačkoli i to je možné; je ale téměř jisté, že ve společnosti, která byla založena na osobních kontaktech a která současně vzdělancům tradičně přiznávala velkou míru respektu, se nepřímo podílela na utváření mínění oficiálních představitelů města. Skutečnost, že byla osobou obecně známou a váženou (či snad dokonce veřejně činnou), lze dovodit z toho, že byla žádána o patronát nad blíže neznámým mužem jménem Niceaus, který se ocitl v nouzi, a to rovnocenně spolu s patriarchou Theofilem.

### Hypatiin kruh
Úplný výčet osob, které za dobu Hypatiina působení patřily do jejího kruhu, není samozřejmě znám. Informace o alespoň několika málo z nich poskytuje jediný zdroj, jímž je Synesiova korespondence. V jejím světle se zdá, že studenti pocházeli z významných a vlivných rodin, a to i z „velké dálky“; její věhlas tedy dalece přesahoval regionální úroveň. Je zde zmiňován např. Olympios, velmi bohatý majitel půdy v Sýrii, nebo pozdější biskup Herkulianus; ostatně sám Synesios, jeho mladší bratr Euoptius, oba pozdější biskupové, a jejich strýc, kteří všichni byli Hypatiinými žáky, patřili k majetné aristokracii. Její vazba na rodiny studentů přitom mohla být silnější, než by se na první pohled mohlo zdát, protože vedle Synesiových příbuzných se ještě v nejméně jednom dalším případě Hypatiinými žáky postupně stávali příslušníci jedné a téže rodiny. Není zcela jisté, zda členem kruhu byl po svém příchodu do Alexandrie snad v roce 412 i prefekt Orestés, ale encyklopedie Súda to může naznačovat, Sókratés informuje o jejich častých kontaktech a Jan z Nikia píšící někdy na konci 7. století to víceméně uvádí jako fakt. Tak by Hypatia byla v přímém styku s nejvyšší politickou reprezentací. I bez ohledu na to je ale možné, že okruh studentů, kteří patřili ke společenské elitě s vazbami nejen na městské, ale i širší mocenské struktury učinil z Hypatie v rámci Alexandrie vlivnou ženu se silným politickým, sociálním a kulturním postavením. Např. Synesios po svém odchodu z Alexandrie několik let působil jako vyslanec Kyrenaiky u konstantinopolského císařského dvora s nezbytnými mocenskými styky, přičemž i v této době zůstával s Hypatií stále v kontaktu.
Můžeme-li soudit podle Synesiových dopisů, členové Hypatiina kruhu byli k sobě navzájem poutáni velice silnými intelektuálními pouty a trvalým osobním přátelstvím, založenými na společně sdílené cestě k poznání. V protikladu k veřejným přednáškám byla tato společnost nejspíše přísně uzavřená až elitářská. Hypatia v jejím rámci byla obrazem běžným lidem nedosažitelné intelektuální a mravní dokonalosti jako výsledku pravého poznání v platonském smyslu, k němuž lze dospět jen cestou velkého duševního a rozumového úsilí. Její kruh je z tohoto důvodu badateli někdy označován za „tajný“, což ovšem nevyjadřuje ani tak jeho ukrývání před nečleny, jako spíš osobitý vztah mezi učitelkou a jejími studenty, jehož součástí je idea, že cesta k poznání, jíž se jeho členové ubírají, není a ze samé své podstaty ani nemůže být přístupná a srozumitelná bez rozdílu každému. Na druhou stranu se ovšem zdá pravděpodobné, že právě z tohoto důvodu bylo po studentech vyžadováno složení „slibu neodhalovat věci, které mají zůstat skryty.“
Pozoruhodným rysem Hypatiina kruhu je fakt, že jeho členy se stávali křesťané stejně jako nekřesťané; vlastně s výjimkou Synesia, o němž v tomto ohledu nepanuje pro dobu jeho studií jistota, byli všichni její dnes známí žáci křesťany. Vzhledem k tomu, že např. ani Synesiovo předpokládané pozdější přijetí křesťanství nijak jeho vztah k učitelce nezměnilo ani nevedlo ke zjevnější proměně jako ideových postojů, musel být kruh utvářen na základě nábožensky nekonfliktního vedení, což bylo v přímém rozporu s podobou soudobého alexandrijského veřejného života. Dost možná právě to byl jeden z důvodů Hypatiiny popularity a společenské prestiže. Lze to také pokládat za projev toho, že kvalita vzdělání byla v této době stále ještě ceněna více než náboženská příslušnost. Současně však skutečnost, že Hypatia jako nekřesťanka působila v Alexandrii po bouřlivých událostech provázejících vypálení Serapidova chrámu v roce 391/392, napovídá, že její názory ji nestavěly do konfliktu s křesťany, a že její pohanství mělo pravděpodobně více intelektuální a filosofický než kultovní či rituální rozměr. Důvodem ovšem nejspíše nebyla eklektická povaha školy, jak jsou přesvědčeni někteří autoři, či dokonce v našem smyslu slova náboženská tolerance, ale náboženská lhostejnost, tj. odmítání představy, že by jakékoli náboženství založené na pouhé víře mohlo vést k pravému poznání, o něž Hypatia a její studenti usilovali. Univerzálně chápané filosofické poznání zde asi bylo viděno jako nadřazené jednotlivým, ze své podstaty vždy jen dílčím náboženským věroukám. Synesios neskrývaně pohrdal „bílými plášti“ stejně jako „černými plášti“, tj. pouličními kazateli a filosofy obou svářících se náboženství, kteří horlivě přesvědčovali masy lidí s cílem přivést je k pohanství nebo ke křesťanství. Podobné spory ve světle tohoto postoje musely být v Hypatiině kruhu pokládány za podřadné a jestliže jim přesto většina obyčejných lidí podřizovala své životy, jen to mezi Hypatiinými žáky utvrzovalo panující přesvědčení, že pravé poznání stojí nad náboženskými vyznáními a že je vyhrazeno jen několika vyvoleným, kteří zvládnou k němu vedoucí namáhavou cestu. Synesiův příklad tak s největší pravděpodobností dokládá intelektuální exklusivismus přítomný v Hypatiině kruhu.
Je prakticky nemožné s určitostí říci, jaký vliv mělo Hypatiino působení na její křesťanské žáky z hlediska jejich víry už jen s ohledem na to, že Órigenova nauka byla v soudobé církvi víceméně stále akceptovatelná, přičemž se v zásadních aspektech nijak nelišila od názorů Plótínových. Ilustrativní snad může být, že např. Synesios už jako křesťan a kandidát na úřad biskupa připouštěl, že nemůže souhlasit s některými teologickými představami rozšířenými ve své církevní obci a trval na tom, že i v úřadu si ponechá své, od nich odlišné. V tomto ohledu jej lze pokládat více za „smířlivě laděného novoplatonského myslitele než striktně církevního křesťana.“ Zjevně tedy bylo možné být v závěru 4. a na počátku 5. století Hypatiiným žákem a současně „pravým“ křesťanem a není pochyb o tom, že křesťanští studenti věřili, že filosofické poznání, které získávají v jejím kruhu, pozvedává jejich vlastní náboženskou zkušenost.
Ovšem prefekt Orestés byl podle Sókrata Scholastika nařčen z pohanské modloslužby. Zdá se, že celá záležitost původně s Hypatií nebo její školou vůbec nijak nesouvisela. Spouštěčem se stala nevraživost vůči židům, které někteří křesťané pro nedodržování šabatu pokládali za málo zbožné. Aby Orestés předešel nepokojům, chtěl židy veřejně napomenout, ale lidé nového patriarchy Kyrilla si při prefektově projevu počínali tak okázale, že došlo k potyčce. Když židé označili jistého horlivého křesťana a Kyrillova příznivce Hieraxe za provokatéra, nechal jej prefekt, který nelibě nesl stále rostoucí vliv patriarchy a snad i hledal záminku ke zmírnění jeho ambicí, na místě veřejně umučit. Kyrill poté představitele židovské komunity varoval před důsledky dalšího stupňování konfrontace, ale židovští radikálové na to odpověděli simulováním nočního požáru kostela, čímž vlákali řadu křesťanů do pasti, kde je pak pobili. V odvetu na to druhý den ráno došlo k násilnostem vůči židům a Kyrill celou komunitu vypověděl z Alexandrie. To prefekta zcela nesmiřitelně postavilo proti patriarchovi. Pokus o smír Orestés odmítl stejně jako to, že by měl brát v potaz Kyrillovo argumentování texty evangelia a jeho přesvědčení, že úcta ke společnému náboženství by je oba měla v dané situaci spíše spojovat. V trvající vzájemné nevraživosti patriarchovi přispěchali na pomoc pouštní mniši, které už Theofilos používal jako údernou ozbrojenou sílu k prosazování svých zájmů: na pět set jich vešlo do města, obklopilo prefektův vůz a obvinilo jej z toho, že není křesťan, ale modloslužebník. Orestés se z jejich strany oprávněně obával ukamenování a jen ochrana, kterou mu po utěku jeho osobní stráže poskytli kolemjdoucí, mu zachránila život. Sókratés celou událost vykládá především politicky jako úmyslnou léčku ze strany Kyrilla: dává ji do souvislosti nikoli s náboženstvím, ale s bojem o faktickou vládu nad Alexandrií a nijak se jako odpůrce Kyrillovy snahy uzurpovat si světskou moc dále obviněním z údajného provádění pohanských obřadů nezabývá a naopak upozorňuje, že obyvatelé města se postavili na Orestovu stranu. Když se totiž Kyrillos pokusil prohlásit mnicha Ammonia, který prefekta zranil kamenem na hlavě a byl proto vystaven krutému mučení a na jeho následky zemřel, za mučedníka pro víru, Alexandrijci to odmítli akceptovat. Naproti tomu ale Jan z Nikia, který nelichotivou epizodu s mnichy zmiňuje jen nepřímo a události celkově interpretuje z Kyrillova pohledu, zohledňuje především náboženský kontext a uvádí, že právě v důsledku styků s „pohanskou filosofkou“ Hypatií Orestés nejen že sám přestal navštěvovat kostel, jak bylo do té doby jeho zvykem, ale že „k ní přivedl i mnoho věřících.“
Zprávy kronikářů bychom v tomto případě měli pokládat spíše za navzájem se doplňující než za protichůdné, protože se zdá, že oba záměrně něco ze skutečnosti zamlčují. Badatelé ve shodě se Sókratem obvinění prefekta ze strany mnichů pokládají za účelový útok na jeho mocenskou pozici: dávají je do souvislosti s faktem, že provádění pohanských rituálů bylo v této době císařskou legislativou stíháno a že s ohledem na relativně nedávné potlačení pokusu o uzurpaci vlády nad západní částí říše Flaviem Eugeniem v roce 394, který byl ideově do značné míry nesen pohanskou restaurací, bylo neslučitelné s výkonem veřejné funkce a dokonce mohlo být pokládáno za projev osobní neloajality vůči císaři, tedy za protistátní čin. Proto zpravidla dovozují, že Hypatia ve skutečnosti nijak nepůsobila na náboženské přesvědčení svých studentů – křesťanů, ani sama pohanské obřady neprováděla, ale že šlo o účelově rozšířenou pomluvu spočívající v tvrzení o Hypatiině čarodějnictví, jehož prostřednictvím údajně Oresta omámila, takže přestal jednat jako pravý křesťan – stavěl se proti Kyrillovi, odmítl jeho náboženskou argumentaci, jednostranně bránil židy v konfliktu s křesťany a především dva z nich nechal krutě umučit, když se tomu všemu postavili. Primárně byl tento útok Kyrillovou stranou namířen proti prefektovi poté, co odmítl Kyrillovu nabídku ke smíru, přičemž cílem bylo oslabit jeho pozici ve sporu s patriarchou, v němž Hypatia stála na Orestově straně a jako vlivná osobnost mu byla mocnou oporou. Současně však Hypatii samotnou, vůči níž Kyrill cítil silnou osobní zášť, jistě ne náhodně vystavil okolnostem, které posléze vedly k její smrti. V jejich světle to byla pouze ona, kdo vyvolává náboženské nepokoje: nepřátelsky ovlivňuje Oresta proti Kyrillovi a jako překážka stojí mezi nimi – dvěma dobrými křesťany – a tak podkopává náboženství a tím i zájmy státu.
Ačkoli to nelze přímo dokázat, je pravděpodobné, že si Hypatia byla vědoma nebezpečí, do nějž se ona a spolu s ní potenciálně všichni její studenti bez ohledu na svou současnou pozici najednou dostali: biskup Synesios si v posledních dvou ze svých dochovaných dopisů, které oba v roce 413 adresoval Hypatii krátce před svou smrtí, stýská, že ztratil kontakt s ní z důvodu jejího mlčení, což jej ve spojení s jinými událostmi jeho života uvrhlo do hlubokého smutku a zoufalství. Snad se tedy Hypatia od svého kruhu záměrně distancovala, aby jeho příslušníky v nastalé situaci dále nekompromitovala.

### Smrt

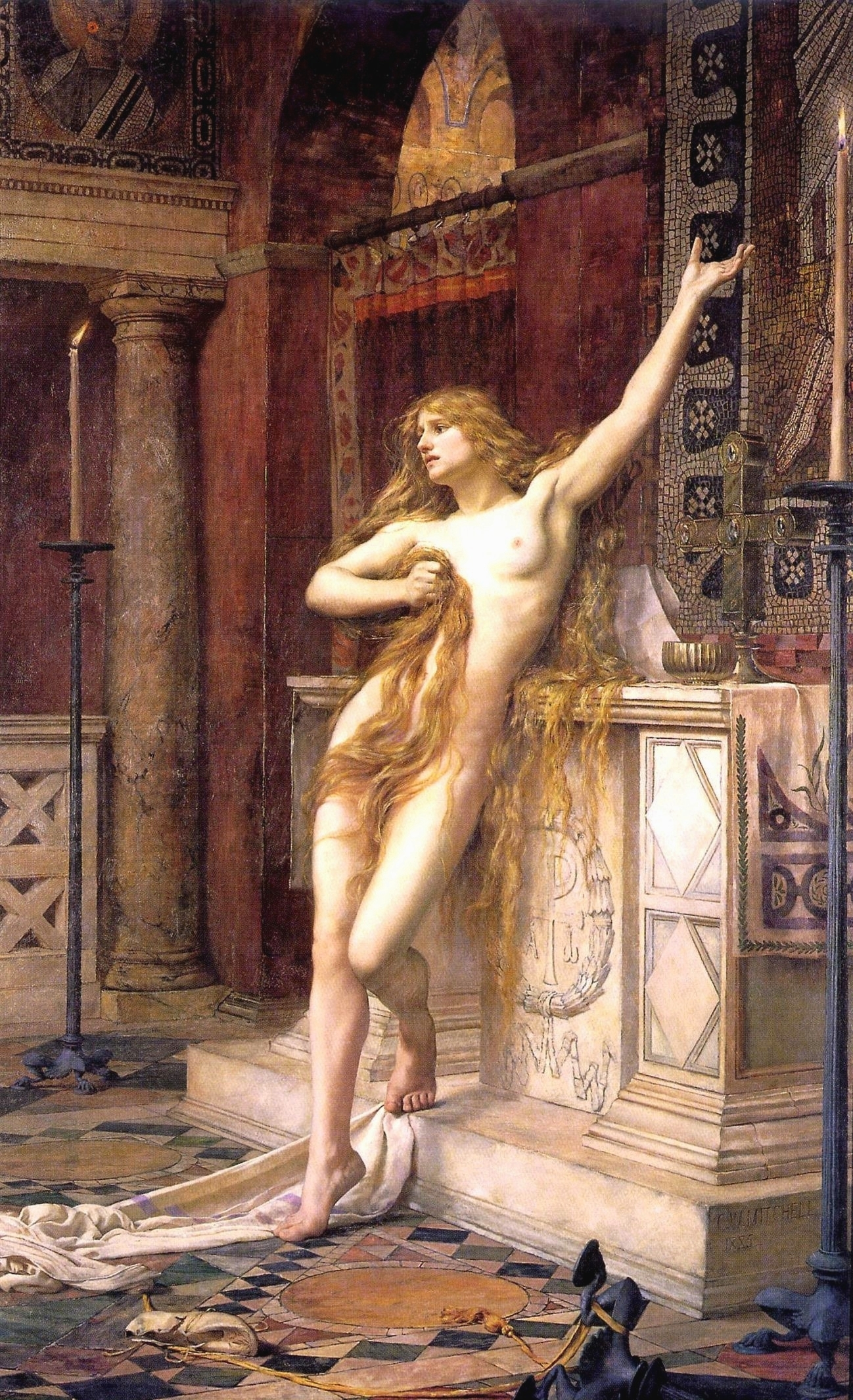
Novodobá idealizovaná představa Hypatiiny smrti; ve shodě s legendou je Hypatia zobrazena jako krásná mladá dívka, ačkoli ve skutečnosti už musela být nejméně 45, ale možná až 65letou ženou (obraz Charlese Williama Mitchella z roku 1885)

Hypatia byla zavražděna v postní době v březnu 415. Když projížděla městem, přepadl ji dav několika set křesťanů, převážně fanatických parabolánů, vedený jakýmsi předčitatelem Petrem, jehož Jan z Nikia označuje jako „ve všech směrech dokonalého věřícího v Ježíše Krista.“ Útočníci ji vytáhli z vozu, strhali z ní šaty a odvlekli do budovy Caesareia přeměněné na křesťanský kostel, před níž stávaly tzv. Kleopatřiny obelisky. Zde ji velmi brutálním způsobem usmrtili: ostrými hranami rozbitých střešních tašek (podle méně pravděpodobné verze ostrými lasturami ústřic) rozdrásali její tělo. Jeho rozsápané části pak vynesli za město na místo zvané Kinarón či Kanarón, kde je na hranici spálili.
Není jisté, co pro vraždu bylo bezprostředním podnětem. Z dobových pramenů je pouze u Damaskia za viníka přímo označen Kyrill. Súda v návaznosti na jeho podání uvádí, že patriarcha osnoval Hypatiinu smrt ze závisti, kterou v něm vzbudila její popularita, a proto na ni dav poštval; snad se tedy (lze-li ovšem zprávě důvěřovat) obával jejího vlivu na alexandrijské obyvatelstvo. Zároveň ale Súda také připouští, že jak „někteří říkají,“ příčinou mohla být prostě násilnická povaha Alexandrijců, kteří podobným způsobem zabili řadu významných osob, protože se jim znelíbily. Jiné křesťanské prameny Kyrilla s událostí spojují jen nepřímo a i jinak k patriarchovi velmi kritický Sókratés Scholastikos pouze uvádí, třebaže jej bezpochyby chápe jako spoluviníka, že událost na něho vrhla hanbu stejně jako na celou alexandrijskou církev, protože nic nemůže být podle jeho názoru více vzdáleno duchu křesťanství než takové brutální násilí. Zejména křesťansky orientovaní badatelé se proto domnívají, že celá věc neměla nic společného s církví či její politikou, ale že byla více než čímkoli jiným spontánním aktem vzešlým ze „sociálního suterénu“ města a „jedním z posledních úkazů potenciálu násilí,“ jímž byla Alexandrie už ve starověku pověstná.
Takový závěr je ovšem většinou badatelů pokládán za jednostranný a zjednodušený. Je totiž zřejmé, že v pozdní antice byly lidové bouře nástrojem, jímž alexandrijští biskupové uplatňovali svůj vliv, a že paraboláni, nevzdělaní, ale svému biskupovi fanaticky oddaní mladí muži, fakticky plnili roli jeho soukromé armády. Souvislost je zřejmá i z jednání úřadů: na základě stížnosti alexandrijské městské rady totiž začal být případ vyšetřován u konstantinopolského císařského dvora prefektem Aurelianem a ačkoli byl (patrně za přispění vlivu Kyrillovy mocné ochránkyně Pulcherie a také v důsledku úplatku) už v roce 416 jeho nástupcem Monaxiem odložen a Hypatiini vrazi zůstali nepotrestáni, jako reakce na něj byl, třebaže nakonec jen dočasně, císařským výnosem snížen počet parabolánů, bylo zakázáno jejich srocování a doplňování jejich stavu bylo z církve převedeno do kompetence státní správy. Lze proto pokládat za „naprosto jisté“, že právě patriarcha poskytl útočníkům motiv i vydatnou podporu, a že i když není možné s naprostou jistotou tvrdit, že nepokrytě usiloval o Hypatiinu smrt, byl „svými nenávistnými invektivami“ přímo odpovědný za vznik a vystupňování „fanatizující atmosféry“, která k ní za daných okolností víceméně nevyhnutelně vedla.
Významným nepřímým svědectvím, že nešlo o náhlý akt nevzdělané sociální spodiny, je ostatně načasování i sám způsob, jakým byla Hypatia zavražděna. Jan z Nikia na její adresu uvádí, že jako pohanka zabývající se magií „polapila svou satanskou úskočností mnoho lidí… Oklamala obyvatele města i prefekta svými kouzly.“ Právě proto prý „množství (pravých) věřících v Boha“ Hypatii usmrtilo, takže se pak „všichni semkli kolem patriarchy Kyrilla.“ V očích svých odpůrců tedy byla pokládána za čarodějnici působící proti Kyrillovi, tedy proti církvi, a přitom tak činila s podporou místní vlády, která sama byla údajně pod jejím vlivem, a chráněna významnými osobnostmi, jakými byl například Synesios. To, že byla zavražděna poté, co byl Orestés diskreditován a jeho pozice oslabena nařčením ze skrytého pohanství, a po smrti Synesiově, takže zůstala bez ochrany, svědčí pro plánovaný útok, stejně jako skutečnost, že způsob její smrti realizovaný davem vykazuje až nápadnou podobnost s trestem stanoveným oficiální císařskou legislativou za čarodějnictví, jímž bylo roztrhání těla živého člověka železnými háky.

## Nauka

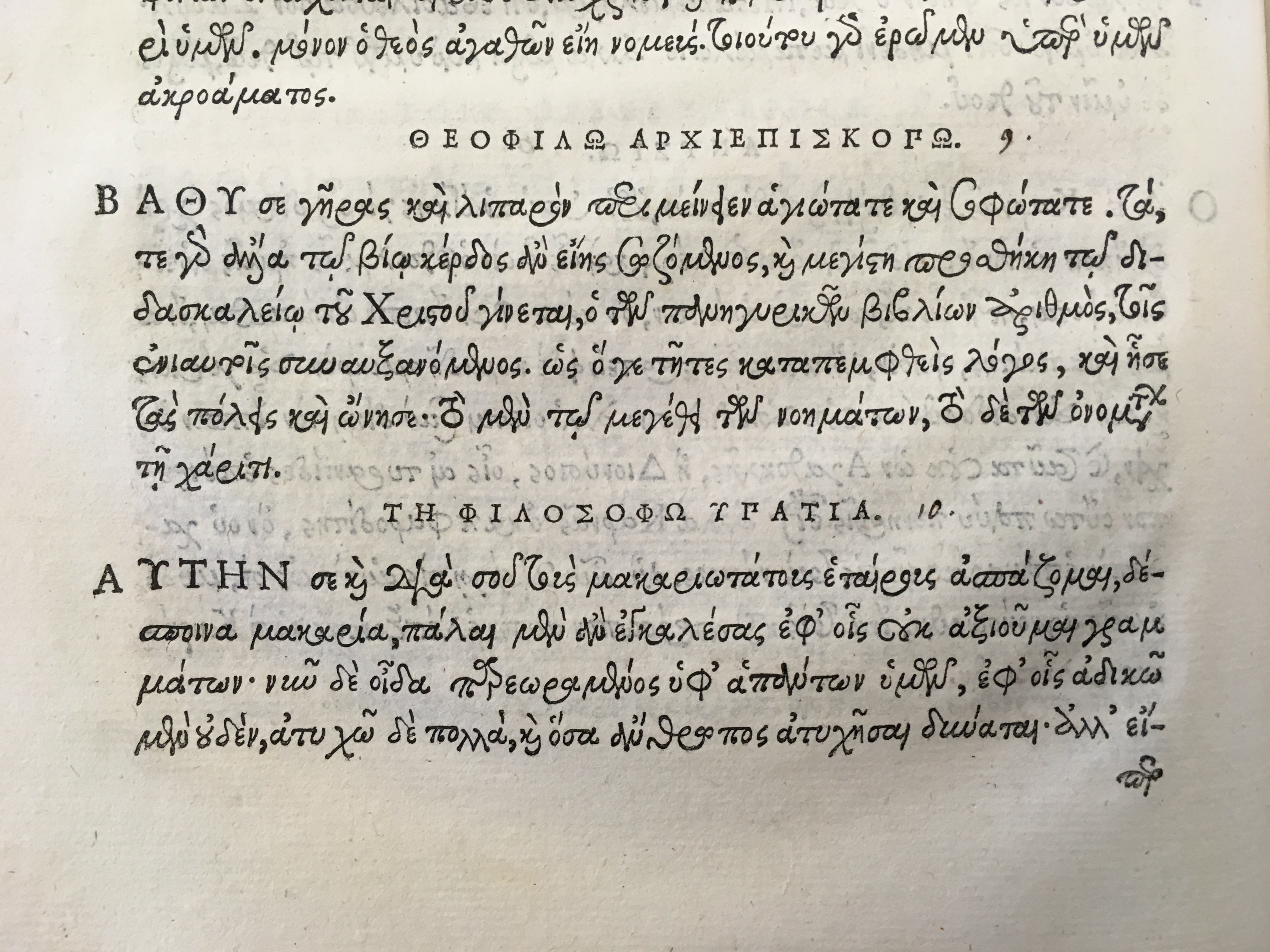
Novověká edice Synesiovy korespondence

Vlastní obsah Hypatiiny nauky je předmětem diskusí. Jediným skutečně soudobým pramenem k ní jsou Synesiovy dopisy, jejichž svědectví je ovšem pouze nepřímé. Synesios totiž o názorech své učitelky na žádném místě nereferuje, jen opakovaně a bez známek jakékoli kritičnosti poukazuje na Hypatiinu moudrost a na její božské vedení; z toho badatelé usuzují, že její vliv na Synesiovu osobnost a jeho myšlení byl takový, že názory, které ve svých dopisech prezentuje, je třeba ve skutečnosti připsat Hypatii jako jejich pravému původci. Pak by právě útržky filosofických postojů a náznaky obsažené v dopisech mohly umožnit rekonstrukci Hypatiiny nauky. Tento postup je, vzhledem k tomu, že Hypatia dokonce ani podle literární tradice nikdy žádné dílo tohoto druhu nesepsala, i přes svá rizika badateli obecně akceptován.
Nejdůležitější otázkou týkající se Hypatiiny nauky je to, jaký byl její vztah k soudobým filosofickým směrům, zejména k novoplatonismu a k Chaldejským orákulím. Někteří badatelé poukazují na to, že neexistují žádné spolehlivé doklady o tom, jakou skutečnou podobu by „její“ novoplatonismus, k němuž bývá většinou přiřazována, měl mít a že o něm dokonce lze vyslovit určité pochybnosti. Synesios totiž nikde ani nepřímo neuvádí, že by Plótínovo učení bylo Hypatií nějak zdůrazňováno a ze srovnání citací filosofů v dopisech vyplývá, že Synesios sice Plótína a Porfyria zná, nicméně mnohem hojněji používá výňatky z Platóna; dokonce i Aristotelés je Synesiem citován častěji než novoplatonici. Pokud by ale Hypatia byla novoplatonistka, bylo by s podivem, že právě její nejoddanější žák o Plótína jevil tak malý zájem. Hypatia proto podle tohoto názoru spíše byla tradiční platonistka. S ohledem na fakt, že po Plótínovi a Órigenovi není o představitelích filosofického novoplatonismu v Alexandrii nic známo, není nereálné tvrdit, že byl v této době ve městě stejně jako v celé východní části říše ignorován a že to mohla být právě platonistka Hypatia, kdo zde zájem o něj po delší době znovu oživil jako o zajímavou interpretaci Platóna. Také zmíněný příběh se zamilovaným mladíkem, jehož odradila poukazem na svou menstruaci, může být dalším argumentem ve prospěch této možnosti. Je totiž znám i v jiné, poněkud odlišnější verzi, podle níž Hypatia jeho nezvladatelnou vášeň k sobě vyléčila prostřednictvím hudby. Samotný zdroj to sice komentuje jako nepravdivé tvrzení, ale Jan z Nikia, který je zřejmě na ostatních pramenech nezávislý, o Hypatii uvádí korespondující informaci, že všechen svůj čas „věnovala magii, astrolábům a hudebním nástrojům“. Tím by ji také představoval spíše jako platonistku. Takový závěr ovšem není badateli většinově akceptován. Oponenti upozorňují na to, že všichni novoplatonici častěji citovali Platóna než Plótína nebo jeho následovníky, protože se sami ve své době ve skutečnosti považovali za platoniky a nikoli za příslušníky od jeho nauky odlišného směru, a že léčení hudbou, pokud dokonce samo o sobě v této epizodě není v rozporu se skutečností záměrně zmiňováno jen proto, aby zmírnilo poněkud vulgární dojem původní autentické verze, nebylo výsadou platoniků, ale objevuje se i u jiných filosofických škol, např. u pythagoreiců nebo peripatetiků; dokonce se v antoninské době stalo „laickým doplňkem… čistě fyzických léčebných prostředků, jichž využívali hippokratovští lékaři.“
Badatelé proto Hypatii většinově pokládají za představitelku východní větve novoplatonismu a za jeho vůbec první výraznou postavu v Alexandrii. Tato předpokládaná příslušnost není zpravidla nijak zásadně zpochybňována: pasáže Synesiovy korespondence, v nichž je spatřován její vliv, jsou s učením této filosofické školy v souladu a dokonce se právě zde objevují i přímé odkazy na Plótína. Jeho novoplatonismus se blíží učení střední Akadémie, pravděpodobně zprostředkovanému Porfyriem, a má poněkud jednoduchou povahu; snad je to dáno tím, že Synesios nebyl filosof, ale literát. Také epizoda, v níž Hypatia odmítla svého nápadníka poukazem na svou menstruaci, by ji mohla (samozřejmě za předpokladu, že je pravdivá) představovat jako novoplatonistku: mladík si prostřednictvím této konfrontace uvědomí iluzivnost krásy konkrétního jevu (tj. Hypatiina těla) a tím je přiveden k zásadní spirituální proměně, což docela dobře koresponduje s novoplatonským nazíráním na svět a s jeho pohrdání tělesností. S ohledem na vědeckou erudici se badatelé většinou domnívají, že její filosofie musela být oproti ostatním novoplatonikům více racionalistická a oproštěná od pro ně typických mystických aspektů. Synesios v témže listě, v němž Hypatii označuje za dohlížitelku nad tajemstvími filosofie, rekapituluje své stále ještě probíhající vzdělávání v jejím kruhu, přičemž odmítá jako nepatřičné prosté iracionální zachovávání pravidel, např. sebekázně či odříkání se pojídání masa; za důležité pokládá dospět ke správné životní cestě prostřednictvím logického usuzování, tedy žít podle rozumu. Je třeba neustávat v odkrývání vědění ukrytého v člověku a probudit v sobě „zářné dítě rozumu.“ Tento postoj je vzhledem k době napsání dopisu nejspíše výsledkem Hypatiina vlivu, ne-li přímo jejími vlastními slovy, a Synesios jej zachovával po celý svůj život. Zcela v jeho duchu před nástupem biskupského úřadu přiznal, že jako filosof jen těžko může akceptovat některé věroučné pravdy rozšířené mezi křesťany: např. pochybuje o zmrtvýchvstání těla, které je podle něj pro vzdělaného člověka nikoli skutečnost, ale posvátná a tajemná alegorie; pokud je lidé přesto pokládají za fakt, jsou v zajetí mýtu či pověry, a třebaže to s ohledem na jejich rozumovou nedostatečnost může být snad i užitečné, jsou tak pravému chápání vzdalováni. Synesiovo celoživotní a v soudobém křesťanství ojedinělé zdůrazňování rozumnosti jako kritéria přijatelnosti napovídá, že takový přístup byl typický pro Hypatiin kruh.
Pokud tedy Hypatia byla novoplatonistkou, pak se blížila spíše jeho porfyriovské než iamblichovské verzi, ovšem s mimořádným důrazem na úlohu rozumu v rámci cesty k dosažení poznání. Pravděpodobně tak (a spolu s ní i Theón) představovala zcela zvláštní a od předešlých dvou odlišný proud novoplatonismu či platonského helénismu vzniklý v prostředí alexandrijského Músaia, pro nějž vedle výše zmíněného racionalismu bylo nejspíše charakteristické i úzké sepětí s vědou. Synesios se o výuce exaktních věd zmiňuje způsobem, z nějž je zřejmé, že byla propedeutikou k filosofii. Tak tomu bylo obecně ve filosofických školách 4. a 5. století, nicméně když Damaskios zjevně pohrdlivě Hypatii označuje za „pouhého geometra“, nejspíše tím má na mysli nejen to, že na rozdíl od Ísidóra nebyla vůbec filosofem, ale také to, že Ísidóros nebyl geometrem, tedy že nebyl vědcem, a přesto byl filosofem; snad tedy v Hypatiině škole byl pěstován zcela jiný a neobvyklý druh metody dosažení filosofického poznání. Je-li taková interpretace správná, podtrhovala by mimořádný význam vědeckého přístupu pro Hypatiinu filosofickou nauku. Ovšem ačkoli díla, která jsou Hypatii připisována, mají striktně vědecký charakter, je zcela nepochybné, že její zájem se soustředil, tak jako u ostatních novoplatoniků, na náboženskou filosofii. V Synesiově podání má Hypatiino učení, přímo vůbec nepopisované, zcela posvátnou, téměř mystickou podstatu. Je proto možné, že v návaznosti na Theóna, jenž se zabýval orfismem, pythagoreismem a hermetismem, mohla být i nauka jeho dcery a pokračovatelky těmto směrům, přinejmenším literární tradicí často chápaným jako tajné a plně srozumitelné jen zasvěcencům, velmi blízká. Přitom ale právě tyto směry a jejich metody mohly být v kontextu tradic řecké filosofie pokládány za podivné či dokonce pobuřující. To by mohlo vysvětlovat nejen Damaskiovo nevalné mínění o filosofické hodnotě Hypatiiny nauky, ale také dokumentovanou přítomnost křesťanů v jejím kruhu: o hermetismus, v mnoha ohledech blízký a často se slévající s (novo)platonismem a zahrnující i rozsáhlou tradici „technických“ spisů, totiž jevili zájem především křesťané.
Někteří badatelé se s ohledem na všechny nepřímé indicie domnívají, že Hypatia reprezentovala komplexní a vysoce sofistikovaný systém zahrnující epistemologii, ontologii a axiologii a v tradici alexandrijského Músaia spojující v jedno vědecké poznání s nábožensky neutrálním novoplatonismem a interpersonální transcendencí. Podle tohoto názoru byla její metoda dosažení pravého poznání v podstatě „nepopsatelná: vyžadovala duševní úsilí, etickou soudržnost a touhu po nekonečnu (v metafyzickém smyslu slova). Jejím vlastním cílem pak bylo mlčení, tichá extáze a kontemplace.“ Filosofický koncept tohoto druhu ovšem nelze přímo prokázat. Jisté je proto pouze to, že ať už jeho vlastní obsah byl jakýkoli, Hypatiinou smrtí definitivně zanikl a nebyl dále rozvíjen: poté totiž úroveň filosofického vzdělávání v Alexandrii radikálně poklesla a nejlepší studenti odešli do Athén. V důsledku toho pak pozdější znovuobnovení vyššího filosofického studia v Alexandrii už bylo neseno jiným druhem novoplatonismu, který odvozoval svůj původ z athénské Akadémie, což nejlépe dokládá Hieroklés.

## Dílo
Hypatii je připisováno několik děl, která sepsala sama nebo na nichž se podílela jako Theónova spolupracovnice. V prvním případě se ovšem žádné spisy nezachovaly a do dnešní doby známe jen jejich názvy, ve druhém případě pak je prakticky nemožné určit, v čem vlastně její příspěvek spočíval. Někteří badatelé sice naznačují, že vzhledem k Hypatiinu (tradovanému) nadání bychom měli předpokládat, že bez jejího tvůrčího příspěvku by díla jiných nejspíše nepřežila, nicméně nelze pro to nalézt žádný spolehlivý důkaz. V přímém protikladu k takové představě je dokonce (ovšem stejně neprokazatelně) možné poukázat na to, že ve vědě dále tradovanými díly byly nikoli spisy Hypatiiny, ale Theónovy, z čehož by bylo možno nepřímo usuzovat, že její práce tedy byly celkově pokládány za méně srozumitelné a přínosné.
S větší či menší jistotou je jí připisováno:
- vydání Theónova komentáře k Ptolemaiovu Almagestu – badatelé často předpokládájí, že podíl Hypatie a Theóna na textu je přibližně stejný a že Hypatia nerevidovala jen text otcových poznámek, ale přímo Almagest samotný[91][92]
- vydání Theónova uspořádání Eukleidových Základů[4][57]
- komentář k Pojednání o kuželosečkách Apollónia z Pergy
- komentář ke XIII. knize Diofantovy Aritmetiky
- Astronomický kánon – někdy je pokládán za prosté astronomické tabulky, podle některých badatelů by ovšem mohlo jít opět o komentář k některému z Ptolemaiových děl, nejspíše k Tabulkám nebo opět k Almagestu[12][93]

Ze skutečnosti, že ve všech případech jde o komentáře, tedy o výkladová podání či úpravy děl předchozích autorů, lze dovodit jejich primárně pedagogické zaměření.

## Literární a umělecká tradice
Už nedlouho po Hypatiině smrti se objevil první pokus o využití její osoby v náboženských sporech: ve fiktivním dopise neznámého autora adresovaném Kyrillovi se Hypatia jako jeho údajná pisatelka staví na stranu Nestoria poraženého v roce 431 na Chalkedonském koncilu a poslaného do egyptského vyhnanství. Není zcela jasné, jaký záměr autor textu sledoval, dokládá tak ale, že už v této době v některých kruzích panovalo přesvědčení, že Hypatia byla Kyrillovou oponentkou nejen v politických, ale především v náboženských otázkách; ostatně právě z důvodu svého vlastního náboženského přesvědčení jí nejspíše věnoval pozornost právě Philostorgius či Sókratés Scholastikos a nakonec Damaskios. Protože současně bylo známo, že nebyla křesťanka, mohla tak vzniknout jednoznačná interpretace jejího zavraždění jako útoku vedeného primárně z náboženských a nikoli politických důvodů. Takto pojaté Damaskiovo zpracování Hypatiina osudu později převzalo heslo ve slovníku Súda, což některé badatele vede k tomu, aby právě Damaskia označili za původce hypatiovské legendy tradované všemi pozdějšími autory.
Prozatím posledním zpracováním Hypatiina osudu, nijak nevybočujícím z poněkud zkresleného legendárního pojetí hlavní postavy, je film Agora z roku 2009 režiséra Alejandra Amenábara, kde Hypatii ztvárnila britská herečka Rachel Weisz. Jméno Hypatia se také objevuje v románu italského sémiologa a spisovatele Umberta Eca Baudolino. Jmenuje se tak partnerka a životní láska hlavního hrdiny – napůl žena a napůl koza – která pochází z kmene odvozující svůj původ od dávné filosofky.